# Abyss (série télévisée)
Pour le film américain réalisé par James Cameron sorti en 1989, voir Abyss (film).
Pour les articles homonymes, voir Abyss et Abysses.
Abyss ou Contre toute apparence au Québec (hangeul : 어비스 ; RR : Eobiseu) est une série télévisée fantastique sud-coréenne en seize épisodes d'environ 65 minutes, créée par le studio Dragon et diffusée entre le 6 mai et 25 juin 2019 sur le réseau TVN,,.
Elle est également diffusée dans le monde depuis le 6 mai 2019 sur Netflix,.

## Synopsis
Cha Min (Ahn Se-ha) est un homme au bon cœur, intelligent, riche et humble, mais peu attrayant et peu sûr de lui, qui se retrouve un soir, ivre sur le toit d’un building en pleine nuit. Écœuré de voir son mariage avec Heejin (Han So-hee) (que lui avait présenté son amie d’enfance Go Se-yeon (Kim Sa-rang)) annulé, il décide de sauter du haut de l’immeuble. Alors qu’il change d’avis sur son suicide, effrayé par la hauteur, il aperçoit un objet non identifié et aveuglant qui finit par le heurter et le projeter plusieurs kilomètres plus loin où il atterrit ensanglanté et à l’agonie, au-dessus de lui erre un charmant fantôme (Ahn Hyo-seop). Deux silhouettes apparaissent sous forme humaine et prennent la décision de ressusciter Min grâce au mystérieux « abyss » ayant la capacité de faire revivre les morts avec une nouvelle apparence correspondant à l’image de leurs âme. Min se réveille dans une nouvelle apparence qui n’est autre que le charmant fantôme qui n’était que l’image de son âme.Min devient ainsi le nouveau propriétaire de l’Abyss et en apprendra les règles tout au long de la série ainsi qu’à s’adapter à son nouveau physique.
De son côté, bien plus tard, Go Se-yeon, amie d'enfance de Min est une excellente, intelligente et belle procureur qui devient victime d’un tueur en série qu’elle pourchassait depuis un certain temps, qui grâce à l’Abyss et l’enchaînement de plusieurs événements est apparue sous une nouvelle apparence le jour du meurtre de Seyeon après avoir été lui-même assassiné par le père d’une de ses victimes et ressuscité par la suite par Min qui ne faisait que tester l’Abyss sans savoir qu’il ressuscitait l’assassin de son amie. Par la suite, Min, voyant le corps inerte de Seyeon dans la morgue prête à être enterrée, tente de nouveau d’utiliser l’Abyss et la ressuscite. Seyeon (Park Bo-young) ressuscitera donc avec un nouveau visage mais malheureusement son visage appartient déjà à une ancienne collègue qui avait quitté le pays depuis plusieurs années, ou heureusement car grâce à cela Seyeon peut occuper la place de Lee Mi-do (Song Sang-eun) avocate dans un grand cabinet, ce qui lui permettra d’enquêter sur son propre meurtre et de résoudre avec Min les mystères de l’Abyss et leur réincarnation et finiront aussi par découvrir l’amour qu’ils n’avaient jamais pu partager.

## Distribution

### Acteurs principaux
- Park Bo-young : Go Se-yeon / Lee Mi-do
  - Kim Sa-rang : Go Se-yeon, avant sa mort
- Ahn Hyo-seop : Cha Min
  - Ahn Se-ha : Cha Min, avant sa mort
- Lee Sung-jae : Oh Yeong-cheol / Oh Seong-cheol

### Acteurs secondaires
- Lee Si-eon : l’inspecteur Park Dong-cheol
- Song Sang-eun : Lee Mi-do
- Han So-hee : Jang Hee-jin / Oh Su-jin
- Kwon Soo-hyun : Seo Ji-wook / Oh Tae-jin
- Yoon Yoo-sun : Eom Ae-ran
- Park Seong-yeon : Park Mi-soon
- Lee Chul-min : Park Gi-man
- Lee Dae-yeon : Seo Cheon-sik
- Ha Seong-kwang : le père de Go Se-yeon
- Shim Yoon-bo : le chef de service

## Production

### Développement
En février 2019, le premier script a été lu dans le Sangam-dong à Seoul

### Fiche technique
- Titre original : 어비스
- Titre international : Abyss
- Titre québécois : Contre toute apparence
- Réalisation : Yoo Je-won
- Scénario : Moon Soo-yeon
- Musique :
- Production : Lee Hyang-bong et Bae Lik-hyeon
- Société de production : Neo Entertainment
- Sociétés de distribution : TVN (Corée du Sud) ; Netflix (monde)
- Pays d’origine :  Corée du Sud
- Langue originale : coréen
- Format : couleur - Dolby Digital - HD 1080i
- Genre : fantastique
- Durée : 70 minutes
- Dates de diffusion :
  - Corée du Sud : 6 mai 2019 sur TVN
  - Monde : 6 mai 2019 sur Netflix

## Épisodes
Les épisodes, sans titres, sont numérotés de un à seize.

## Accueil

### Audiences
À ce tableau, les nombres en bleu représentent des audiences les plus faibles et les nombres en rouge, les plus fortes.
| Épisodes | Dates de diffusion originale | Audience    | Audience    |
| Épisodes | Dates de diffusion originale | AGB Nielsen | AGB Nielsen |
| Épisodes | Dates de diffusion originale | National    | Seoul       |
| -------- | ---------------------------- | ----------- | ----------- |
| 1        | 6 mai 2019                   | 3.858%      | 4.836%      |
| 2        | 7 mai 2019                   | 3.682%      | 4.620%      |
| 3        | 13 mai 2019                  | 3.142%      | 3.791%      |
| 4        | 14 mai 2019                  | 3.219%      | 4.024%      |
| 5        | 20 mai 2019                  | 2.743%      | 3.345%      |
| 6        | 21 mai 2019                  | 3.346%      | 3.720%      |
| 7        | 27 mai 2019                  | 2.365%      | 2.817%      |
| 8        | 28 mai 2019                  | 2.339%      | 2.956%      |
| 9        | 3 juin 2019                  | 2.704%      | 3.353%      |
| 10       | 4 juin 2019                  | 2.251%      | 2.979%      |
| 11       | 10 juin 2019                 | 2.273%      | 2.360%      |
| 12       | 11 juin 2019                 | 2.156%      | 2.537%      |
| 13       | 17 juin 2019                 | 2.151%      | 2.370%      |
| 14       | 18 juin 2019                 | 2.035%      | 2.168%      |
| 15       | 24 juin 2019                 | 2.043%      | 2.308%      |
| 16       | 25 juin 2019                 | 2.282%      | 2.889%      |
| Moyenne  | Moyenne                      | 2.662%      | 3.192%      |